# VIA 57 West
O VIA 57 West (estilizado como VIΛ 57WEST) é um edifício residencial localizado na 625 West 57th Street entre as 11ª e 12ª Avenidas em Hell's Kitchen, Manhattan, Nova Iorque. O prédio, em forma de pirâmide ou "tetraedro", foi projetado pela firma de arquitetura dinamarquesa Bjarke Ingels Group (BIG), atingindo 142 m de altura, totalizando 35 andares.

## Contexto

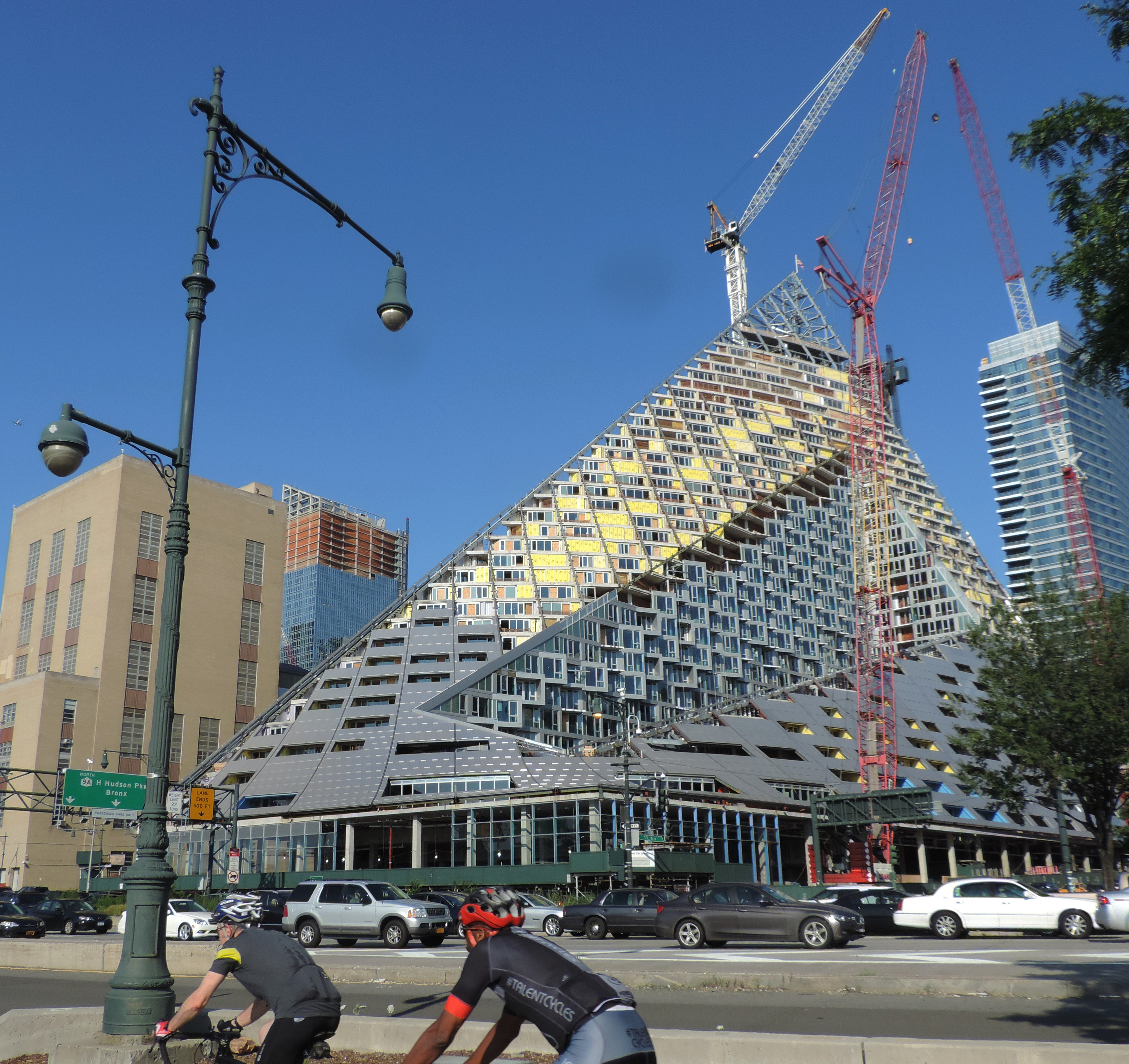
Em construção em julho de 2015

Bjarke Ingels conheceu o desenvolvedor imobiliário nova-iorquino Douglas Durst no início dos anos 2000, quando ele estava na Dinamarca. Durst, que visitou o estúdio de Ingels em Copenhague em fevereiro de 2010, o achou inventivo, observando que, ao contrário de outros arquitetos, "o que era impressionante em seu trabalho era que cada projeto era muito diferente e projetado para cada local".
Na primavera de 2009, a Durst Fetner Residential encomendou à BIG um novo projeto de edifício residencial para Manhattan. Em 2011, a BIG abriu um escritório em Nova Iorque para supervisionar o desenvolvimento e a construção do W57. De acordo com o The New York Times, o nome foi escolhido "porque a West Side Highway  sul desce quando os motoristas entram na cidade, bem no local onde o prédio está situado", servindo como uma entrada para Manhattan "pela 57th Street".

## Arquitetura
O VIA 57 West é o primeiro projeto de Ingels em Nova Iorque.  O edifício de 709 apartamentos se assemelha a uma pirâmide distorcida com uma fachada inclinada, elevando-se à 142 m ao nordeste. Do outro lado do rio, em Weehawken, Nova Jérsei, a fachada inclinada do prédio se aparenta a um veleiro cruzando o rio Hudson.
Com suas varandas ao redor de uma praça verde, o quarteirão se conectará com a orla e com o Parque do Rio Hudson, com belas vistas. O edifício tem uma área útil de 80.000 m2,  o que inclui espaços comerciais e residenciais. A fachada norte do edifício apresenta uma série de varandas inclinadas em um ângulo de 45 graus, um padrão já visto em outros projetos de Ingels, como as VM Houses, em Ørestad, Copenhage.

## Recepção crítica
A estrutura triangular do edifício foi descrita como um híbrido entre um quarteirão europeu e tradicional prédio alto de Manhattan. Um crítico o descreveu como uma pirâmide, ou "um quarto de uma melancia que teve seu centro cirurgicamente removido". O edifício recebeu o prêmio de melhor arranha-céu da Emporis em 2016.

## Cinema
A Landmark Theatres mantinha um cinema com oito salas no piso térreo do edifício. O cinema foi fechado em agosto de 2020, após quase três anos de operação, após dificuldades em atrair clientes, em parte devido à ausência de transporte público na área.

## Prêmios
- Prêmio de arranha-céus do CTBUH: Melhor Arranh-Céu das Américas[1]
- Prêmio Internacional de Prédios Altos em 2016[14]